# Tagline
La tagline o tag-line è una frase breve e diretta che riassume in modo istantaneo la vocazione di una marca, di un prodotto o di un'azienda. Il termine è in uso soprattutto in pubblicità.

## Uso in pubblicità
Nel mondo pubblicitario, la tag-line è la frase che chiude l'annuncio ed è legata al prodotto pubblicizzato o, più frequentemente, al produttore. La tag-line può rimanere invariata rispetto al marchio nei vari paesi o meno, cioè può essere indipendente dal mercato in cui si articola la comunicazione oppure cambiare. Ad esempio, la tag-line di McDonald's I'm loving it è invariata tra Italia e Stati Uniti d'America. La tag-line di Fiat Auto cambia da Inghilterra a Italia: rispettivamente You are, we car e Guidati dal futuro.
Alcuni esempi famosi di tag-line sono:
- Accenture, New Applied Now.
- Adidas, Impossible is nothing.
- Agnesi, Silenzio, parla Agnesi.
- Aiazzone, Provare per credere.
- Alfa Romeo, La meccanica delle Emozioni.
- Amaro Montenegro, Sapore vero.
- Amazon, Work Hard. Have Fun. Make History.
- AMD, The future is fusion.
- Api, Con Api si vola.
- Apple, Think different.
- Banca Mediolanum, Costruita intorno a te.
- Barilla, Dove c'è Barilla c'è casa.
- Bricoman, Più professionale, meno caro.
- BMW, Piacere di guidare.
- Canon, With Canon you can.
- Carrefour, Tutti meritiamo il meglio.
- Ceres, Ceres c'è.
- Chlorodont, Con quella bocca può dire ciò che vuole!
- Conad, Persone, oltre le cose.
- Coop, La Coop sei tu.
- Clementoni, Crescere è un gioco bellissimo.
- Cynar, Contro il logorio della vita moderna.
- Dorelan, Dormire bene, vivere meglio
- Electronic Arts, Challenge everything
- Eurospin, La spesa intelligente.
- EY, Building a better working world.
- Falqui, Basta la parola!
- Fastweb, Immagina, puoi.
- Ferrarelle, Liscia, gassata o... Ferrarelle.
- FIAT, Guidati dal futuro.
- Fiat Panda, Auto ufficiale per fare quello che ti pare.
- Fiuggi, Fiuggi vi mantiene giovani.
- Ford, Go Further.
- Generali Assicurazioni, Partner di vita.
- Google, Don't be evil.
- Guinness, My goodness, my Guinnes.
- Hewlett Packard, Make it matter.
- HSBC, The world's local bank.
- IBM, Thinks (Pensa)
- IKEA, Siamo fatti per cambiare.
- Kraft, Cose buone dal mondo.
- Lavazza, Più lo mandi giù, più ti tira su.
- La Settimana Enigmistica, Dal 1932, il passatempo più sano ed economico.
- Levissima, Altissima. Purissima. Levissima.
- Lidl, Anch'io.
- Lufthansa, Non stop you.
- MasterCard, Ci sono cose che non si possono comprare. Per tutto il resto c'è MasterCard.
- McDonald's, I'm lovin' it"
- Mercedes-Benz, The best or nothing"
- Microsoft, Do Great Things"
- Mulino Bianco, Liberi per natura
- Müller, Fate l'amore con il sapore

- Mutti, Solo pomodoro. Molto più che pomodoro.
- Nespresso, Nespresso, what else?
- Nike, Just do it.
- Nutella, Che mondo sarebbe senza Nutella?
- Panasonic, Ideas for life.
- Primigi, Un'avventura straordinaria.
- Rai, Di tutto, di più.
- Rex, Fatti per essere il numero uno.
- Rowenta, Per chi non si accontenta.
- Sammontana, Gelati all'italiana.
- Samsung, The next big thing.
- La Sapienza, Il futuro è passato di qui.
- Simply Market, Semplice la vita.
- Sky, Liberi di...
- Toyota, Today. Tomorrow. Toyota.
- Unieuro, batte, forte, sempre
- Volkswagen, Das Auto.
- Wikipedia, L'enciclopedia libera.

La tag-line è spesso legata al marchio o al logotipo stesso. Le normative di uso dei marchi spesso presentano un capitolo apposito di linee guida per il suo trattamento grafico, dal momento che contribuisce in modo significativo a connotare il marchio.

### Differenza tratag-lineeheadline
La tag-line viene talvolta confusa con la headline poiché alcune campagne vengono presentate solo con l'una o l'altra. Se la frase viene presentata vicino al logotipo, come se ne fosse una parte integrante, è quasi certamente una tag-line. Al tempo stesso esistono brand che hanno una tag-line specifica, ma non la riportano sulle proprie campagne.
Essenzialmente, la headline è legata alla campagna di marketing; una volta che la campagna cambia, la headline viene abbandonata a favore di una nuova. La tag-line è legata al prodotto o al produttore e può quindi comparire su tutte le campagne di quel prodotto o produttore. La tag-line dove c'è Barilla c'è casa, ad esempio, può venire usata nella campagna delle "Emiliane" come in quella dei "Fusilli". È infatti legata al marchio Barilla e non al concept della specifica campagna.

## Uso nel cinema
In ambito cinematografico viene usata per indicare lo slogan con cui viene presentato un film. È solitamente riportato sulla locandina pubblicitaria o sulla copertina del DVD o del Blu-Ray vicino, sopra o sotto al titolo per caratterizzare in maniera lapidaria il significato, evocandone il senso con una frase ad effetto.

## Uso nell'informatica
Il termine tag-line viene adoperato anche nell'informatica con il significato di "firma" da apporre al termine di ogni messaggio. Tra la fine degli anni ottanta e l'inizio dei novanta, quando la rete telematica amatoriale FidoNet iniziò a prosperare in Italia, i messaggi che venivano scambiati tra gli utenti avevano spesso in coda una tag-line lunga al massimo 79 caratteri, contenenti una breve frase, spesso spiritosa o umoristica.